# Fiesta de San Nicolás (Países Bajos)

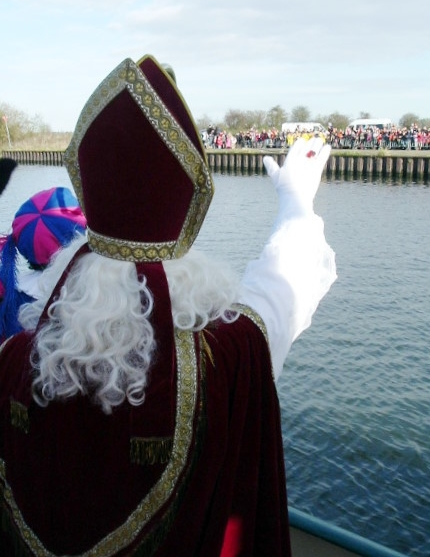
Intocht Sinterklaas: llegada de San Nicolás a los Países Bajos hacia mediados de noviembre de cada año.

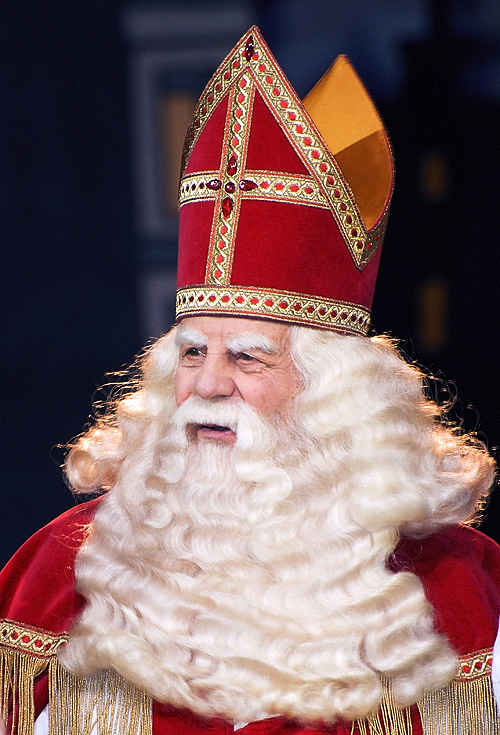
San Nicolás.

La Fiesta de San Nicolás (en neerlandés: Sinterklaas) se celebra la Víspera de San Nicolás (5 de diciembre) en los Países Bajos, y el día de San Nicolás (6 de diciembre) en Bélgica y en algunas antiguas colonias neerlandesas. En menor medida se celebra también en Luxemburgo (como Kleeschen), Austria, Suiza (Santiklaus), Alemania, Polonia y en la República Checa (como Mikuláš).
La figura central de la fiesta es San Nicolás (en neerlandés: Sint-Nicolaas, de donde se deriva la forma popular Sinterklaas), un personaje legendario que trae regalos a los niños el día de la fiesta. Los nombres de Sinterklaas y Ámsterdam vienen unidos desde el año 343. Según la tradición, San Nicolás viene de España, y todos los años desde 1934 (excepto en el año 1944) llega a las costas neerlandesas en un barco de vapor. Una vez desembarcado, monta en un caballo blanco llamado Amerigo. Viene acompañado de unos ayudantes (pajes) llamados Pedritos (en neerlandés: Zwarte Pieten (Pedro el negro), que lanzan pepernoten (unas galletitas especiadas) a la gente. Se trata de una de las tradiciones más importantes de los Países Bajos. La llegada en barco de Sinterklaas se retransmite en directo por la televisión nacional neerlandesa, tanto por ondas como por Internet.
El mito se basa fundamentalmente en la figura de San Nicolás de Bari (que fue obispo de Mira, en la actual Turquía, en el siglo IV), aunque contiene también elementos de origen pagano: existen paralelismos con el dios Odín, que monta un caballo blanco (Sleipnir, el caballo de ocho patas, con el que vuela por el cielo). San Nicolás también monta un caballo blanco sobre los tejados de las casas, llevando sus símbolos episcopales: una capa roja, una mitra y un cayado dorado.
Originalmente la figura de San Nicolás fue reverenciada solamente en el este. Sólo a partir del siglo XIII se convirtió el día de su santo en una festividad reconocida. Ya en aquel tiempo existía en Utrecht la costumbre de llenar con monedas en la iglesia un zapato para los niños pobres. Aunque no es hasta el siglo XVI cuando se convierte en una festividad familiar llenando los zapatos de regalos.
Tras la rebelión de las provincias neerlandesas contra la Corona española, los predicadores calvinistas intentaron eliminar la festividad de San Nicolás, al considerar que contenía demasiados elementos paganos. Sin embargo, sus esfuerzos no tuvieron éxito, debido a que la fiesta era extremadamente popular incluso entre la población protestante.
La forma moderna de Sinterklaas probablemente viene del libro de imágenes "Sinterklaas y su paje" (1850) del profesor Jan Schenkman (1806-1863), pero la fiesta de los niños tiene un origen mucho más antiguo.

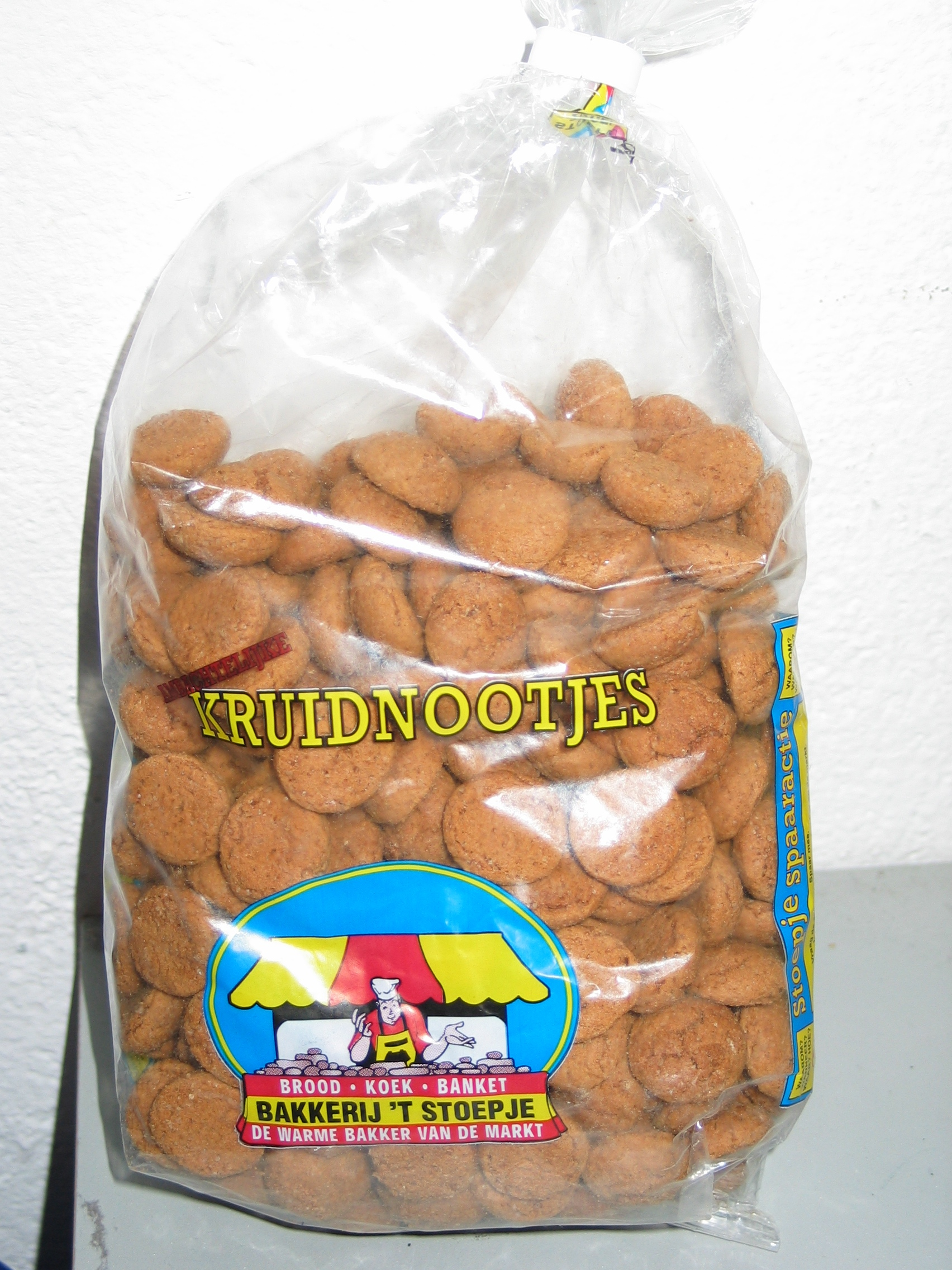
Kruidnoten.

## San Nicolás y los zapatos

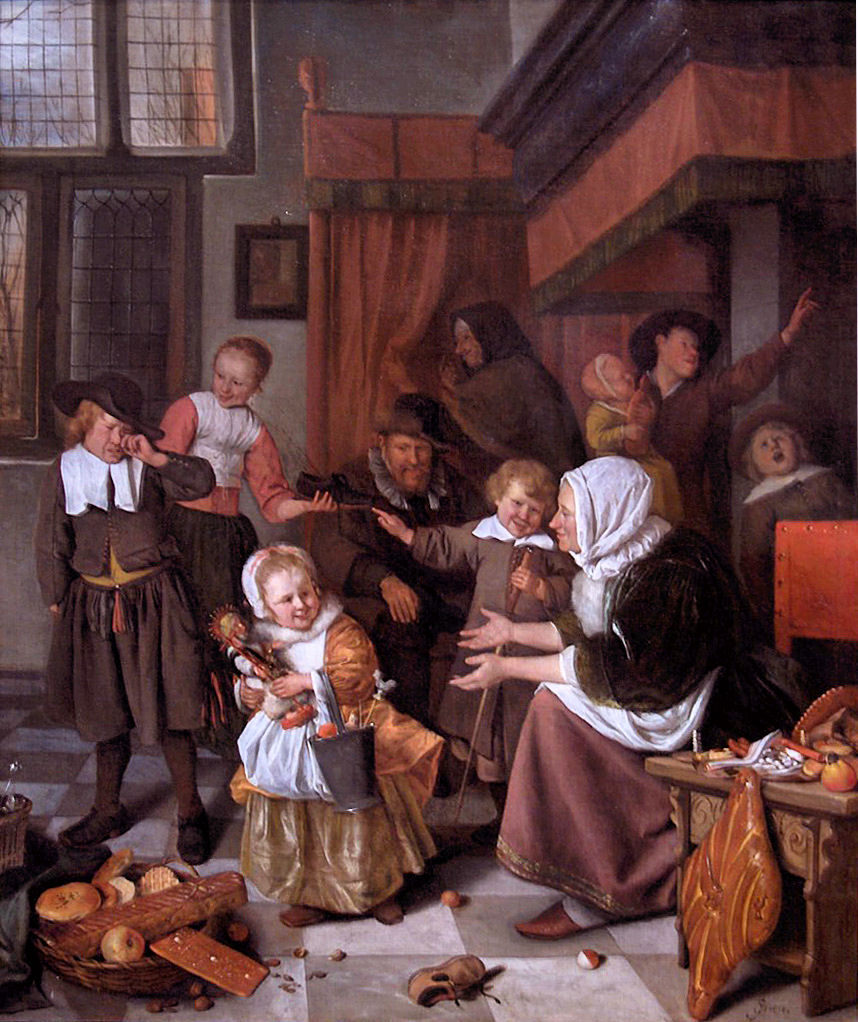
La fiesta de San Nicolás, Jan Steen.

En los Países Bajos existe desde el siglo XV la costumbre de "poner el zapato". En aquellos tiempos se ponía el zapato el 5 de diciembre en la iglesia, y lo obtenido con las dádivas de los ciudadanos más ricos se repartía entre las familias pobres el 6 de diciembre, día oficial de la muerte de San Nicolás.
Cuando San Nicolás se convirtió más adelante (ya en el siglo XVI) en una festividad familiar, se impuso la costumbre de poner los zapatos junto a la chimenea. Según la tradición, San Nicolás (o más bien su ayudante, Pedrito) visitaba la casa de los niños y colocaba los regalos en los zapatos, generalmente dulces y juguetes. Esta tradición sigue manteniéndose viva.

## Canciones
Las canciones de San Nicolás se denominan sinterklaaslied. El actual repertorio de sinterklaaslied fue popularizado por Jan Schenkman, que incluyó el más famoso: Zie ginds komt de stoomboot (Mira, allí viene el barco de vapor).  La melodía de este villancico está basada en una canción alemana antigua. Otro villancico es Zie de maan schijnt door de bomen (Mira la luna brillando a través de los árboles ).
Existen varias canciones populares relacionadas con la Fiesta de San Nicolás. Entre otras, algunas coplillas infantiles (similares a las de la fiesta de San Martín) con que los niños celebran la fiesta e invitan a San Nicolás a dejarles regalos. La más conocida es esta:
| Neerlandés                                                                                     | Traducción al castellano                                                                   |
| ---------------------------------------------------------------------------------------------- | ------------------------------------------------------------------------------------------ |
| Sinterklaas kapoentje gooi wat in mijn schoentje gooi wat in mijn laarsje Dank u Sinterklaasje | San Nicolás kapoentje (*) deja algo en mi zapato deja algo en mi bota Gracias, San Nicolás |

(*) El origen de esta palabra en la copla está relacionado con otro personaje ficticio de la historia de los Países Bajos, Klaas Kapoen, y con el hecho de que rima fácilmente con schoentje (zapatito).
Otro villancico famoso es Sinterklaasje, kom maar binnen met je knecht (Sinterklaas, entra con tu paje).

## Zwarte Piet

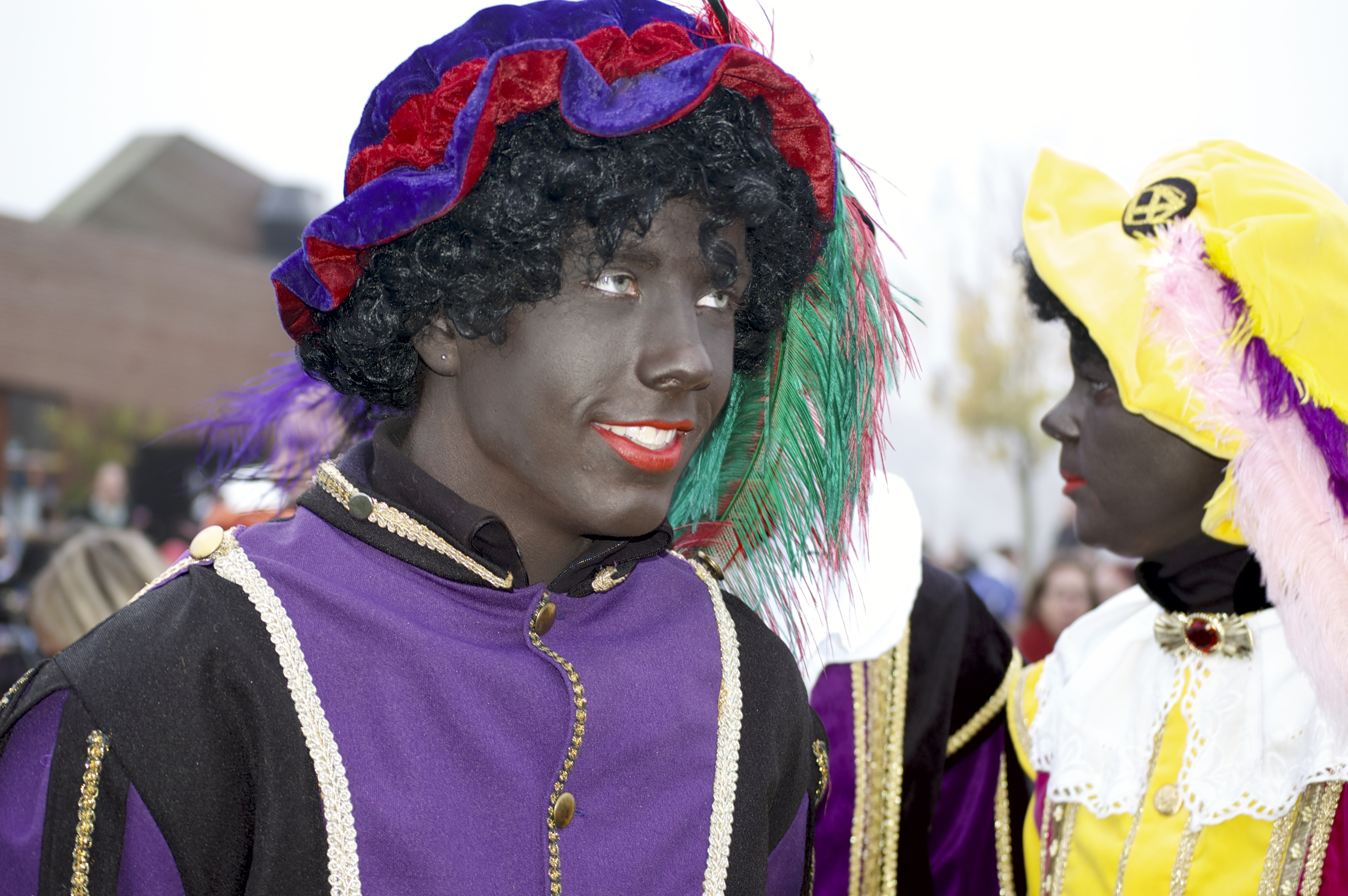
Zwarte Piet.

San Nicolás no trabaja solo: le acompaña un criado que recibe el nombre de Zwarte Piet (en español: Pedro el Negro o Pedrito), que lleva el saco de los regalos y desciende por las chimeneas de las casas para dejar los regalos en los zapatos de los niños. 
El origen de este sirviente es discutido: originalmente habría sido un demonio al que San Nicolás habría obligado a realizar actos nobles, como se puede ver en algunas partes de Europa central, donde esta figura diabólica llamada Krampus sigue acompañando a San Nicolás. Desde una perspectiva cristiana sería simplemente el Diablo, tomando el lugar de Odín, o de su ayudante Norwi, el negro Padre de la noche, que también portaba una vara (como símbolo de fertilidad). Según otra versión, San Nicolás habría comprado la libertad de un niño etíope en el mercado de esclavos de Myra. El nombre del pequeño sería "Piter" (derivado de Petrus). El niño, agradecido por su liberación, habría decidido acompañar y servir a San Nicolás.
El color de su piel es a menudo una fuente de críticas desde finales del siglo XX, según las cuales apoya ciertos prejuicios racistas, ya que se lo consideró entonces una forma de la práctica del blackface. Un intento común de explicar el Zwarte Piet, para el que no hay ninguna base histórica, defiende que, en realidad, se trata de un deshollinador italiano. Su cara, pues, sería negra por el hollín de las chimeneas, y no por una cuestión de raza (Pedrito Tiznado o Pedrito Hollín). Esta teoría se ve apoyada por el hecho de que lleva una vara usada por los deshollinadores, trepa a los tejados y lleva ropas que podrían corresponder a los antiguos deshollinadores italianos.
En Flandes se le conoce con el término neerlandés Pieterknecht ("paje Pedro").
Hasta la Segunda Guerra Mundial San Nicolás tenía un único ayudante. Tras la liberación de los Países Bajos por tropas canadienses, los soldados extranjeros ayudaron a organizar la primera fiesta de San Nicolás de la posguerra. Sin atenerse demasiado a la tradición, pensaron que si un Zwarte Piet era simpático, un gran grupo de ellos sería aún mejor. Desde entonces son varios los Pieten (plural de Piet) que acompañan a San Nicolás. Cada uno tiene una tarea propia encomendada (por ejemplo, "guía", "cocinero", etc.). San Nicolás se comporta siempre con distinción y seriedad, mientras que los acompañantes son acróbatas juguetones y traviesos.
La vestimenta de Zwarte Piet es una especie de traje de paje de en torno a los siglos XVI y XVII. Los sirvientes de las cortes de aquel tiempo llevaban vestimentas similares. Probablemente es éste el origen del ropaje del sirviente de San Nicolás.
Una de las canciones más populares sobre él es Pedrito salió en bicicleta (Zwarte Piet ging uit fietsen, en neerlandés).

## Dulces

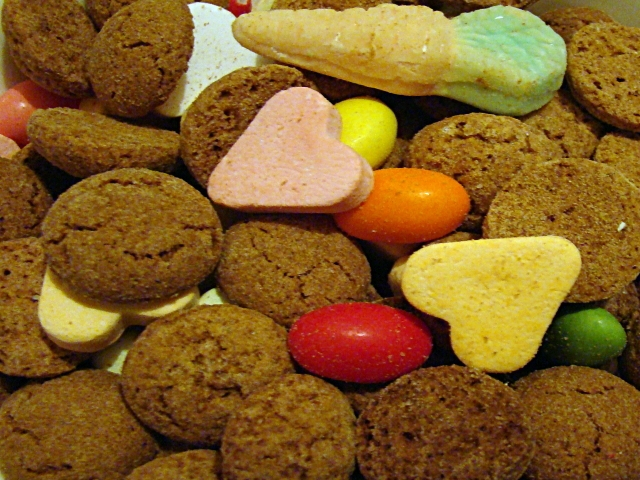
Kruidnoten y dulces.

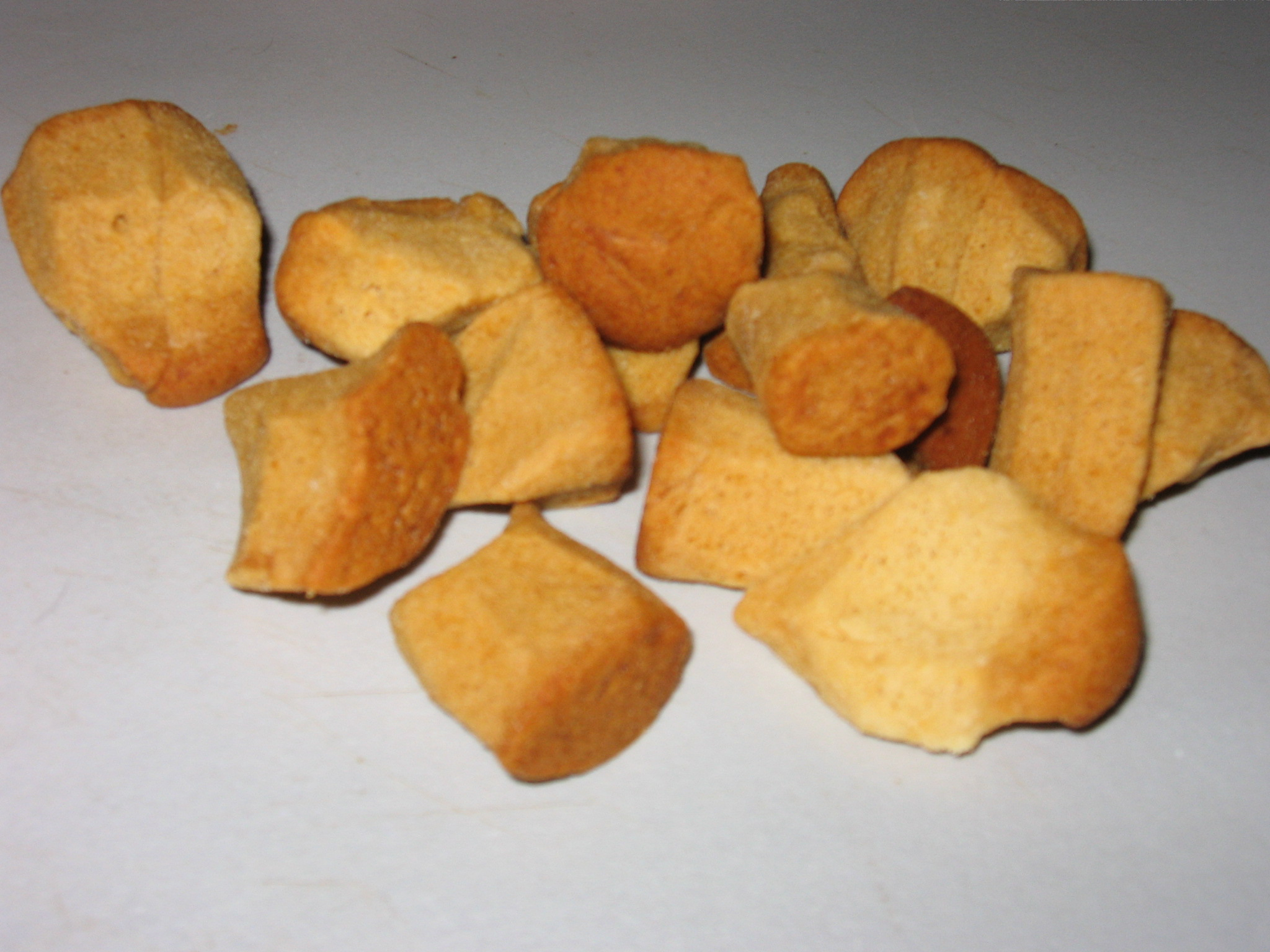
Pepernoten.

Los manjares típicos asociados con Sinterklaas son:
- Spéculoos (galleta a la canela)
- Monedas de chocolate
- Letras de chocolate
- Banketletters (relleno de almendras)
- Borstplaat (azúcar a la crema)
- Mazapán
- Dulces
  - Taai-taai
  - Pepernoten
  - Kruidnoten (o notas de hierbas)
  - Schuimpjes
  - Caramelos
  - Karolientjes (galletas nic-nac)
  - krol (dulce de anís)

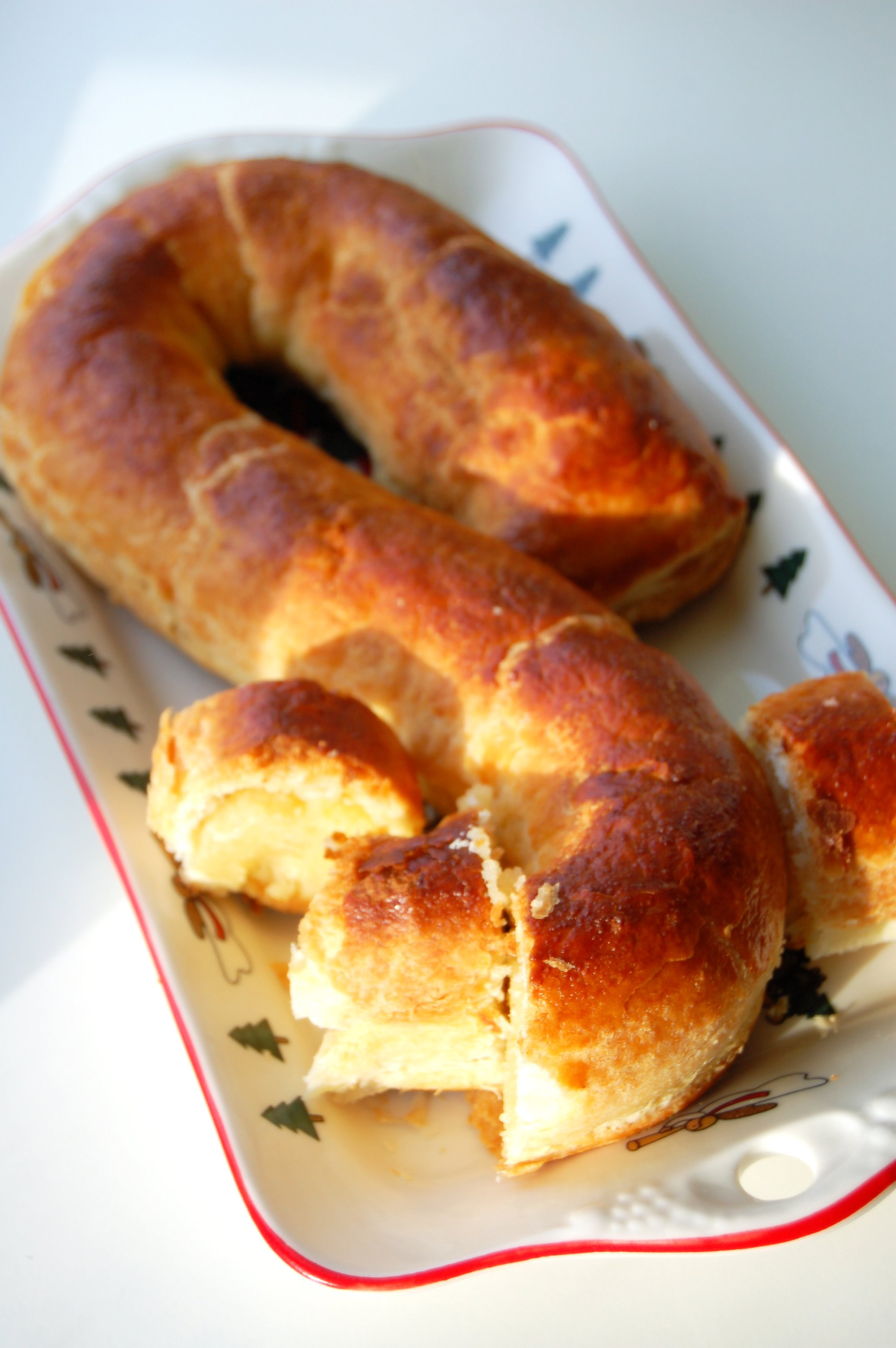
Boterletter, también conocido como banket o letra de almendras.
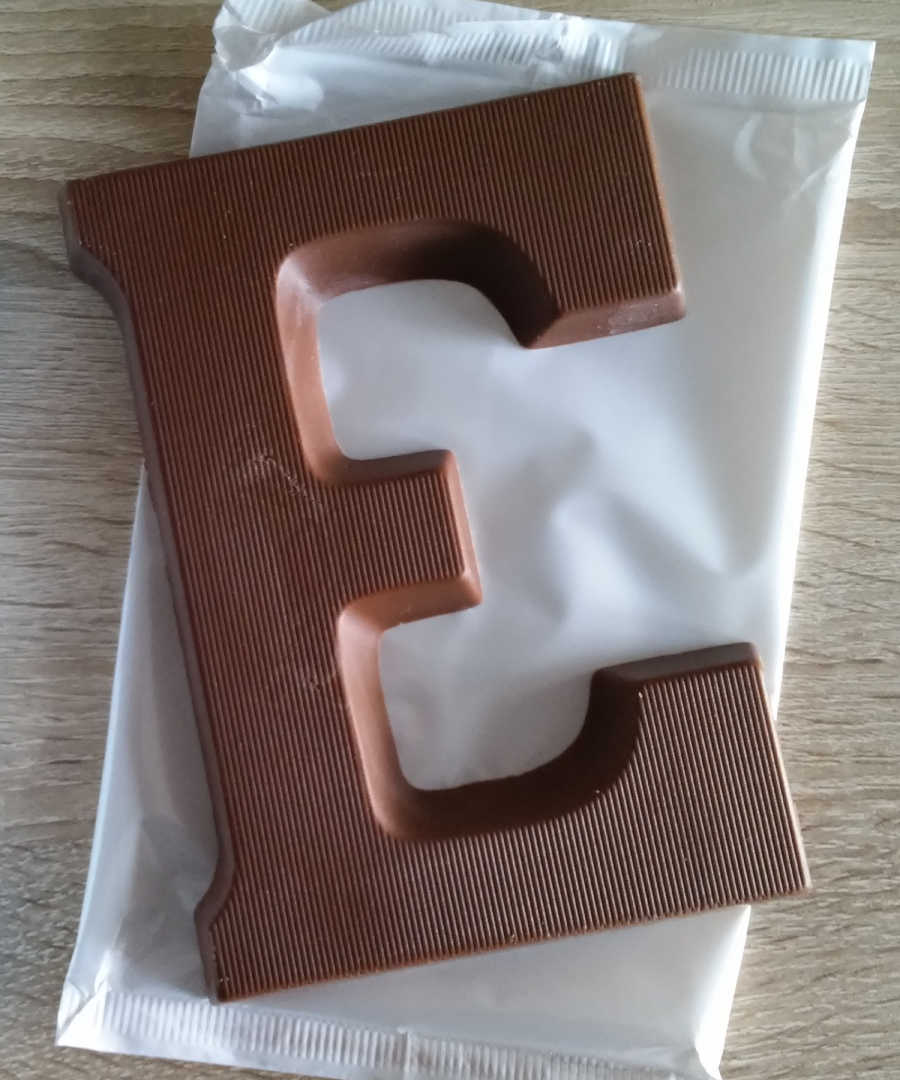
Letra de chocolate.
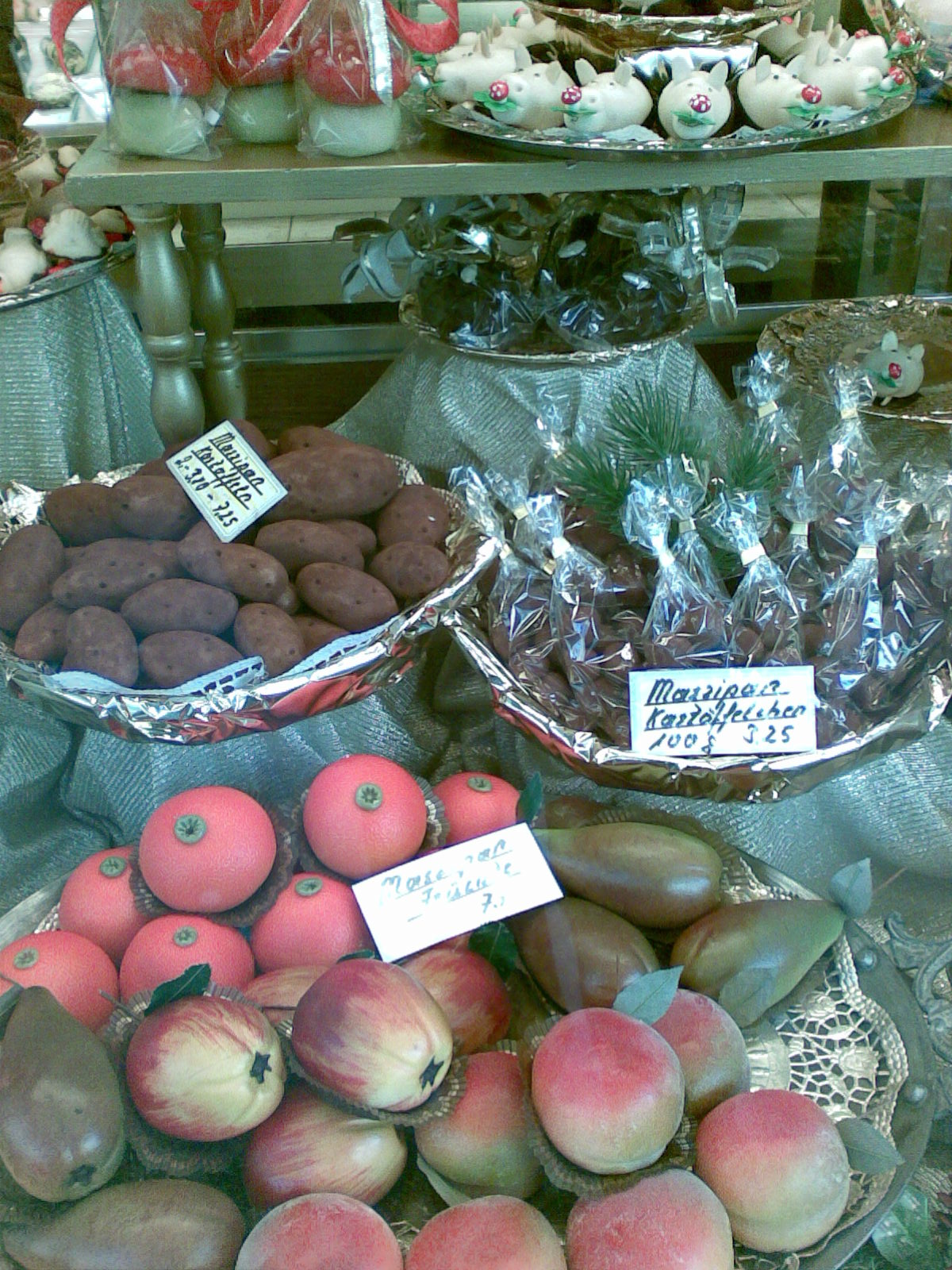
Mazapán.
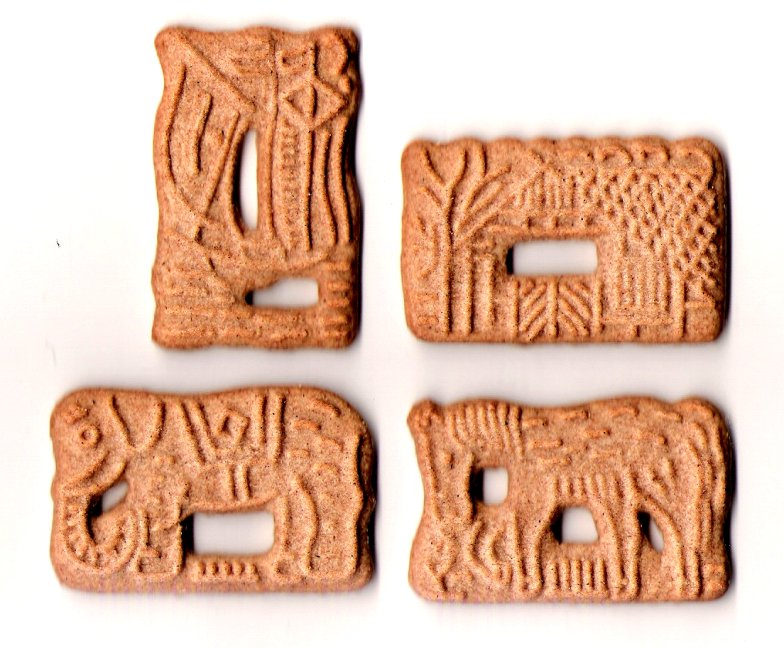
Galletas Speculaas.

## Llegada y salida de Holanda

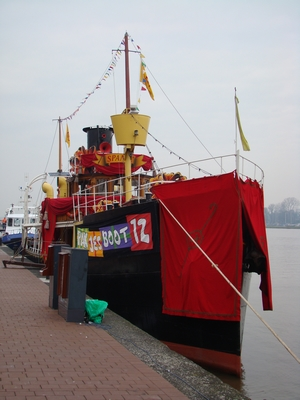
Sinterklaas Pakjesboot 12, Bote de los Regalos de San Nicolás 12, el barco en el que llega a Holanda.

### San Nicolás "viene" de España
Según la tradición, San Nicolás no viene de Asia Menor, sino de España, con Alicante como punto de salida, previamente habría estado en Madrid.
Sin embargo, el obispo San Nicolás nació en Patara (Licia), en aquel tiempo parte del Imperio bizantino, y hoy en día en la actual Turquía. Más tarde se convirtió en obispo de Myra (capital de Licia), y como tal tomó parte en el Concilio de Nicea. Murió el 6 de diciembre de 342. Tras la caída bajo dominio musulmán de la región, los restos mortales del santo fueron trasladados en 1087 a Bari (en la actual Italia). Bari formaría más adelante parte del Reino de Nápoles, que fue conquistado en 1442 por Alfonso V de Aragón. La ciudad pasó a pertenecer por tanto a Aragón y después a España, hasta el siglo XVIII. Del hecho de que los restos de San Nicolás se encontraran en Bari (por entonces ciudad española), surge la tradición según la cual San Nicolás viene de España. Otras opiniones consideran que la tradición de que San Nicolás viaje desde Alicante a los Países Bajos, tiene su origen en que San Nicolás es el patrón de Alicante, y tiene erigida en su honor la iglesia concatedral de Alicante, que ordenó edificar el Rey Alfonso El Sabio, al conquistar la ciudad a los musulmanes el 6 de diciembre de 1248, día de San Nicolás.
San Nicolás es además conocido en España como patrón de los marineros. Por eso llega a los Países Bajos siempre en un barco de vapor.

### La llegada de San Nicolás
La entrada nacional se lleva a cabo a mediados de noviembre, el primer sábado después de San Martín (es decir, el primer sábado después del 11 de noviembre). En la actualidad lo retransmite en directo NPO, a través de su canal Zapp y de la web Sinterklaas Journal (Diario de Sinterclás).
Las ceremonias de llegada locales son por lo general esa misma tarde, pero en el sur de los Países Bajos y en Bélgica es el siguiente domingo.

### Salida
En algunos lugares de los Países Bajos se despide (uittocht) a Sinterklaas el 6 de diciembre.

## San Nicolás y Santa Claus

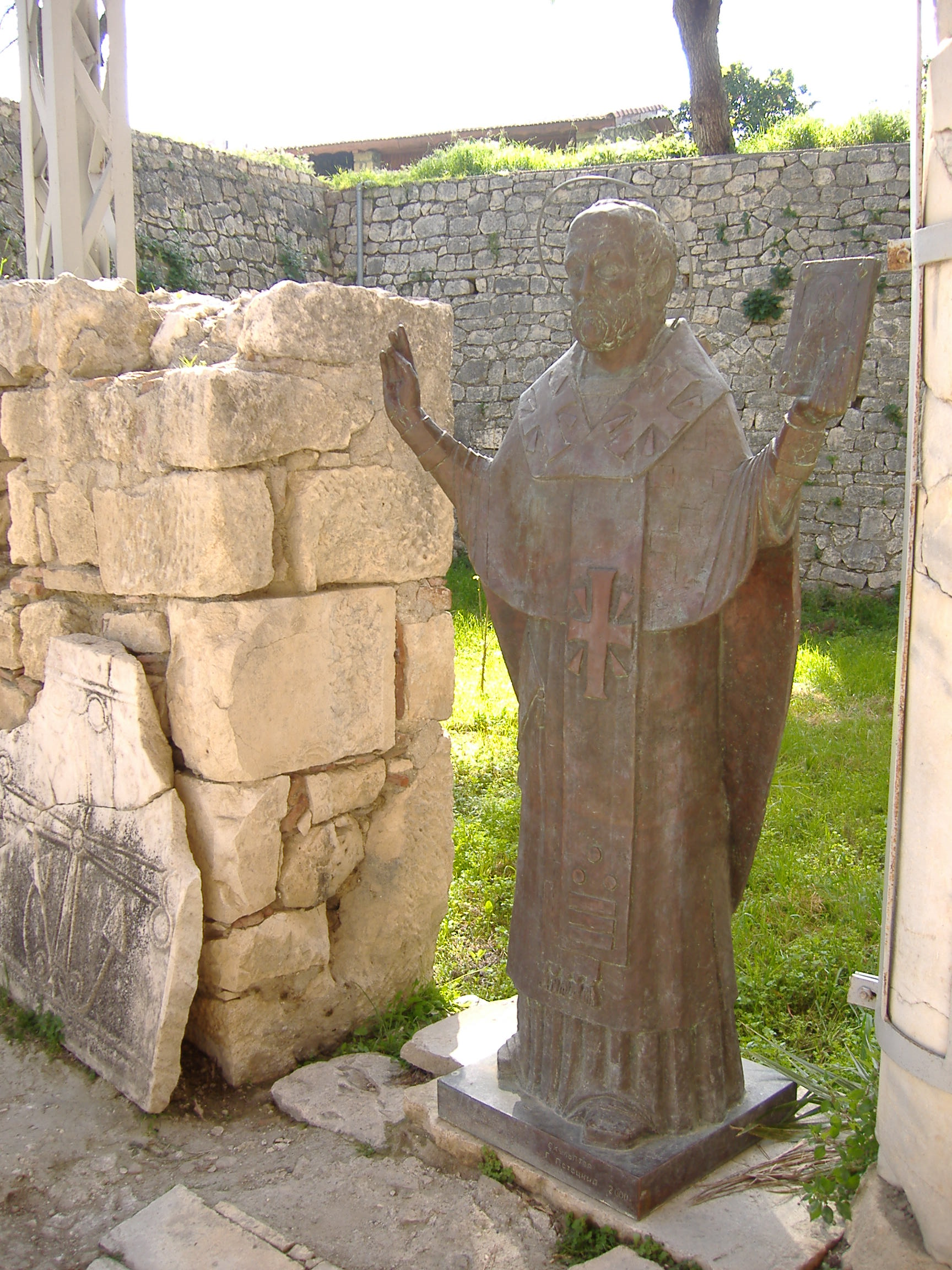
Versión ortodoxa rusa de San Nicolás, hoy en día entre las ruinas de la iglesia de San Nicolás, en Demre, Turquía.

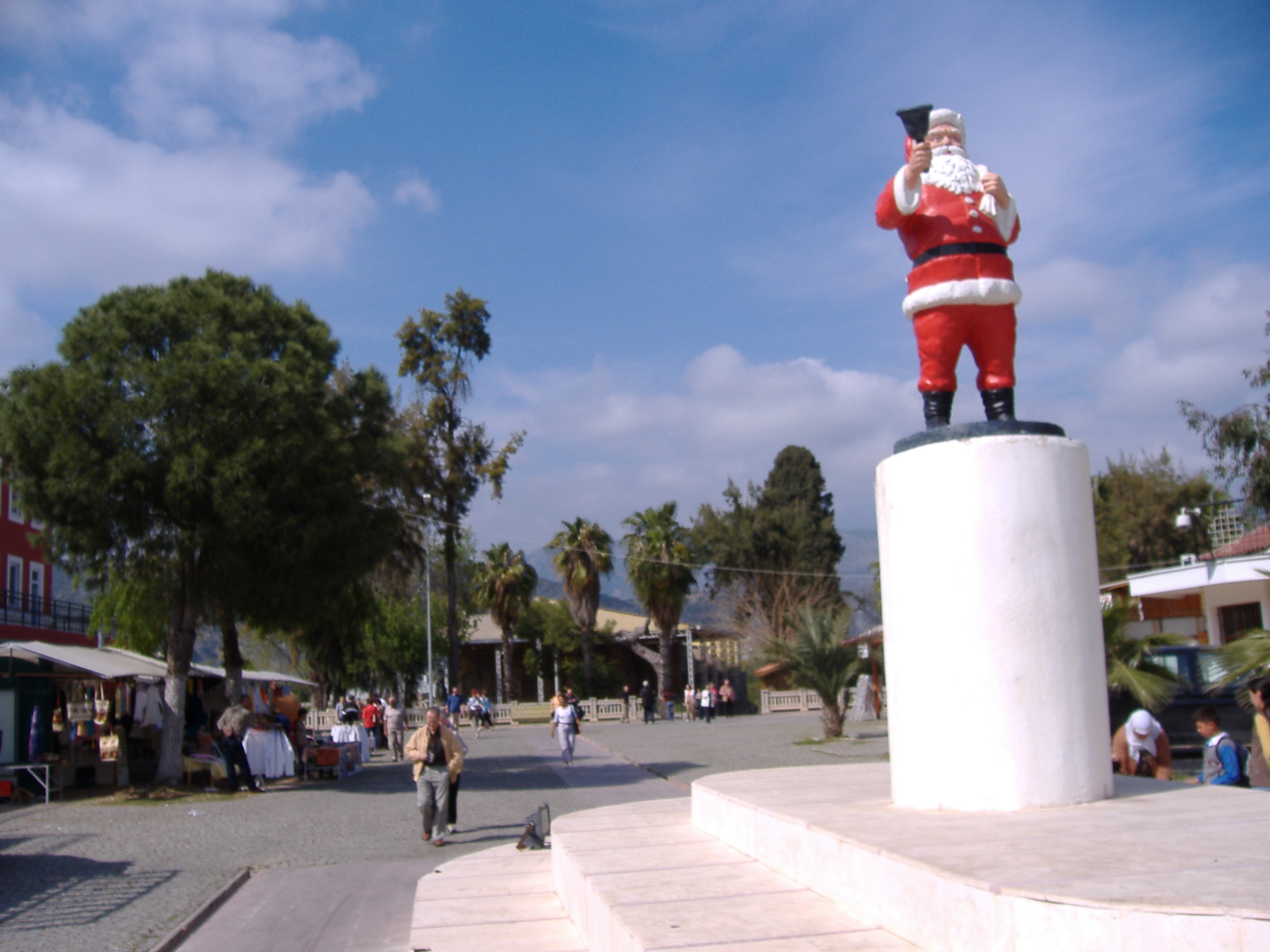
Noel Baba en la gran plaza ante la iglesia de San Nicolás, en Demre (Turquía).

El mito de San Nicolás sirvió de origen al mito de Santa Claus estadounidense. La ciudad norteamericana de Nueva Ámsterdam era una colonia holandesa en la costa de los actuales Estados Unidos en el siglo XVII. En ella se celebraba también la fiesta de San Nicolás, cuyo nombre neerlandés Sint Nicolaas, o Sinterklaas fue adaptado al inglés como Santa Claus. La ciudad fue tomada más adelante por los ingleses y cambió su nombre por el de Nueva York. El mito de Santa Claus se extendió desde Estados Unidos a toda Europa en el siglo XX, incluyendo los Países Bajos, donde desde entonces en Navidad San Nicolás compite consigo mismo en la forma de Santa Claus. Sin embargo el Santa Claus norteamericano tiene sus orígenes en toda la Europa del Norte donde personajes comparables a San Nicolás se encontraban: el Abuelo Hielo en Rusia, Padre Navidad (Papá Noel) en Francia, y hasta los Reyes Magos españoles. El origen central de la fiesta navideña con regalos es una tradición común a la mayoría de países europeos para festejar el solsticio de invierno. 
La transformación de San Nicolás mezclada con todos esos personajes en Santa Claus ha alcanzado incluso a la ciudad turca de Demre, levantada sobre las ruinas de la antigua Myra. San Nicolás, es un santo relativamente importante en la Iglesia Ortodoxa Rusa por lo que la ciudad atrae a multitud de turistas rusos desde finales del siglo XX. Aun así el personaje tradicional que cumple con el rol de traer los regalos de Navidad es para los rusos Ded Moroz o Abuelo Hielo. Por ello el gobierno ruso regaló a la ciudad en 2000 una escultura de bronce representándolo. Se asignó a la escultura un lugar prominente en la plaza frente a los restos de la iglesia medieval de San Nicolás. Pero en 2005 el alcalde Suleyman Topcu decidió que la figura de Noel Baba (en turco Papá Navidad, alter ego de Santa Claus) atraería más turistas que la escultura de San Nicolás, que fue desplazada a un más que modesto lugar entre las ruinas de la iglesia. La nueva escultura de Papá Noel, realizada en plástico y con su aspecto norteamericano, ocupó su lugar central en la plaza.
A pesar de las similitudes iniciales con Santa Claus, el San Nicolás holandés vive en España y no en el Polo Norte. Santa Claus vuela desde el Polo Norte en su trineo tirado por renos. Sinterklaas y su caballo blanco llegan a Holanda desde España en un barco de vapor. Santa Claus baja y sale él mismo por las chimeneas. Sinterklaas tiene unos pajes llamados Zwarte Pieten (Pedritos Carbonilla) para que lo hagan para él. San Nicolás reparte los regalos en la víspera de su día del santoral (6 de diciembre), es decir: la noche del 5 de diciembre, que se llama "pakjesavond" (noche de paquetitos), y Santa Claus en Nochebuena, el 24 de diciembre.

## Apariciones en películas
- Winky quiere un caballo, también denominado El caballo de Santa Claus y El caballo de Winky (2005).
  - Su secuela: ¿Dónde está el caballo de Winky?, también denominada ¿Dónde está el caballo de Sinterklaas? (2007).
- Todo es amor (2007).

### Jan Schenkman
- Jan Schenkman y sus libros para niños, Biblioteca Real
- Texto e ilustraciones de Jan Schenkman en Sint Nicolaas en zijn knecht ("San Nicolás y su paje"), 1850

- Datos: Q45811363
- Multimedia: Sinterklaasfeest / Q45811363